# Sovjetski kup u hokeju na ledu
Kup Sovjetskog Saveza u hokeju na ledu je s prekidima igran između 1951. i 1989. godine. Do završnica natjecanja su se plasirali samo klubovi iz Rusije, a najuspješniji je moskovski CSKA s 12 osvojenih kupova.

## Sudionici završnice
| godina | pobjednik             | finalist              |
| ------ | --------------------- | --------------------- |
| 1951.  | Krylia Sovetov Moskva | VVS MVO Moskva        |
| 1952.  | VVS MVO Moskva        | Krylia Sovetov Moskva |
| 1953.  | Dinamo Moskva         | CDSA Moskva           |
| 1954.  | CDSA Moskva           | Krylia Sovetov Moskva |
| 1955.  | CSK MO Moskva         | Dinamo Moskva         |
| 1956.  | CSK MO Moskva         | Dinamo Moskva         |
| 1961.  | CSKA Moskva           | Torpedo Gorkij        |
| 1966.  | CSKA Moskva           | Dinamo Moskva         |
| 1967.  | CSKA Moskva           | Spartak Moskva        |
| 1968.  | CSKA Moskva           | SKA Lenjingrad        |
| 1969.  | CSKA Moskva           | Dinamo Moskva         |
| 1970.  | Spartak Moskva        | Dinamo Moskva         |
| 1971.  | Spartak Moskva        | SKA Lenjingrad        |
| 1972.  | Dinamo Moskva         | Himik Voskresensk     |
| 1973.  | CSKA Moskva           | Traktor Čeljabinsk    |
| 1974.  | Krylia Sovetov Moskva | Dinamo Moskva         |
| 1976.  | Dinamo Moskva         | CSKA Moskva           |
| 1977.  | CSKA Moskva           | Spartak Moskva        |
| 1979.  | CSKA Moskva           | Dinamo Moskva         |
| 1988.  | CSKA Moskva           | Dinamo Moskva         |
| 1989.  | Krylia Sovetov Moskva | Dinamo Moskva         |

Napomene: 

- Gorkij - današnji Nižnji Novgorod
- Lenjingrad - današnji Sankt Peterburg

## Ukupno pobjednici i finalisti
| klub                                     | pobjednik | finalist |
| ---------------------------------------- | --------- | -------- |
| CSKA Moskva (CDSA, CSK MO)               | 12        | 2        |
| Dinamo Moskva                            | 3         | 9        |
| Krylia Sovetov Moskva                    | 3         | 2        |
| Spartak Moskva                           | 2         | 2        |
| VVS MVO Moskva                           | 1         | 1        |
| SKA Sankt Peterburg (SKA Lenjingrad)     |           | 2        |
| Traktor Čeljabinsk                       |           | 1        |
| Atlant Mytišči (Himik Voskresensk)       |           | 1        |
| Torpedo Nižnji Novgorod (Torpedo Gorkij) |           | 1        |

## Poveznice
- Sovjetsko prvenstvo u hokeju na ledu
- (francuski) passionhockey.com/Archives
- (ruski) Sovjetski kup na hockeyarchives.ru